# Quattro ragazze coraggiose
Quattro ragazze coraggiose (Die vier Gesellen) è un film del 1938 diretto da Carl Froelich.

## Trama
Quattro studentesse diplomate alla scuola di design di Berlino in attesa di un lavoro remunerativo decidono di condividere un appartamento.